# Универзитет Калифорније (Лос Анђелес)
Универзитет Калифорније (енгл. University of California, Los Angeles, UCLA) је јавни истраживачки универзитет у Лос Анђелесу чије се главно седиште налази у насељеном подручју насеља Вествуд. Основан је као један од огранака државних универзитета 1919. године. Други је универзитет по старости и средиште у систему Универзитета Калифорније са највећим бројем уписаних студената у држави. Он нуди 337 додипломских и дипломских програма студија из широког спектра дисциплина.
UCLA је уписало око 31.000 додипломских студената и 13.000 постдипломских студената и имао је 119.000 кандидата за јесен 2016. године, укључујући подносиоце захтева за трансфер, што школу чини једним од највећих међу америчким универзитетима. Један је од најселективнијих универзитета у САД. 2005. године га је уписало 11.750 студената, а пријавило се више од 47 000. У том семестру у UCLA је послано више молби за упис него у било који други универзитет у земљи. Спортски тимови овог универзитета који се такмиче под називом "The Bruins", победили су на 120 националних првенстава и на 99 првенстава у организацији НЦАА до 2006, што је више од свих осталих универзитета. Такође, у 2006. универзитет је завршио „UCLA кампању“ у коју је уложено више од 3,05 милијарди долара и то је тренутно најуспешнија кампања прикупљања средстава у историји високог образовања. Студенти долазе из свих делова САД и из више од 100 страних земаља, а већина студената дипломског студија су из Калифорније.
Већина програма овог калифорнијског универзитета спада међу двадесет најквалитетнијих у САД. Септембарско издање часописа „Вашингтон месечно” из 2006. године прогласило је овај универзитет четвртим најквалитетнијим универзитетом у САД. У издању за 2007. годину медијске компаније „САД вести & светски извештаји” овај универзитет је пласиран на 26. месту у поретку „Најбољих америчких универзитета”. Према подацима из 2017, 24 нобеловца, три добитника Филдсове медаље, пет добитника Тјурингове награде, и два Главна научника ваздушних снага САД били су повезане са UCLA као наставници, истраживачи или алумни. Међу садашњим члановима факултета, 55 је изабрано у Националну академију наука, 28 у Националну инжењерску академију, 39 у Институт за медицину, а 124 у Америчку академију уметности и наука. Универзитет је изабран у Удружење америчких универзитета 1974. године.
Такође, UCLA је рангирала Међународна научна фондација као јавно научни универзитет број 1 у САД (по износу истраживачких трошкова) и као други најквалитетнији универзитет од свих јавних и приватних универзитета у САД, одмах после Универзитета Џонс Хопкинс. UCLA се сматра једним од Јавних бршљана у држави, што значи да је јавни универзитет за који се сматра да пружа квалитет образовања упоредив са оним из Лиге бршљана. U. S. News & World Report прогласиле су UCLA најбољим јавним универзитетом у Сједињеним Државама за 2019. годину.
UCLA студенти-спортисти такмиче се као Бруинси на Pac-12 конференцији. Бруинси су освојили 129 државних првенстава, укључујући 118  екипних првенстава, више од било којег другог универзитета осим Универзитета Станфорд, чији су спортисти освојили 123.  студенти-спортисти, тренери и особље освојили су 251 олимпијску медаљу: 126 златних, 65 сребрних и 60 бронзаних.  студенти-спортисти такмичили су се на свим Олимпијским играма од 1920. са једним изузетком (1924) и освојили златну медаљу на свим Олимпијским играма, на којима су САД учествовале од 1932.

## Историја
У марту 1881. године, на захтев државног сенатора Региналда Францика дел Валеја, калифорнијска законодавна власт одобрила је стварање јужног огранка калифорнијске државне Нормалне школе (сада Државни универзитет у Сан Хозеу) у центру Лос Анђелеса ради обуке наставника за растућу популацију Јужне Калифорније. Огранак у Лос Анђелесу Калифорнијске државне нормалне школе отворен је 29. августа 1882. године на садашњој локацији Централне библиотеке система јавних библиотека у Лос Анђелесу. Установа је обухватала основну школу у којој су наставници у обуци могли да практикују своју технику са децом. Та основна школа је повезана са данашњом Школом УЦЛА лабораторије. Године 1887. је кампус огранка постао је независан, и променио је своје име у Државна нормална школа у Лос Анђелесу.
Школа се преселила на нови кампус 1914. године на Вермонт авенији (сада локација Сити колеџа Лос Анђелеса) у Источном Холивуду. Године 1917, управник колеџа Едвард Огастус Диксон, једини представник Саутланда у то време, и Ернест Карол Мур, директор Нормалне школе, почели су да лобирају државно законодавство да се омогући да школа постане други кампус Универзитета у Калифорнији, после Берклија. Они су наишли на отпор алумнија Берклија, чланова државног законодавног тела у Северној Калифорнији, и Бенџамина Ајда Вилера, председника Универзитета у Калифорнији од 1899 до 1919, од којих су се сви снажно противили идеји о јужном кампусу. Међутим, Дејвид Прескот Бароус, нови председник Универзитета у Калифорнији, није подржавао Вилерово гледиште.
Напори Јужне Калифорније су уродили плодом 23. маја 1919. године када је гувернер Вилијам Д. Стивенс потписао Скупштински предлог закона 626 у закон, којим је стечено земљиште и зграде, и трансформисана Нормална школа у Лос Анђелесу у Јужни огранак Калифорнијског универзитета. Истим законом додат је и његов општи додипломски програм, Колеџ књижевности и наука. Кампус Јужног огранка отворен је 15. септембра исте године, нудећи двогодишње додипломске програме за 250 студената књижевности и науке, и 1.250 студената на Учитељском колеџу, под Муровом управом.

## Галерија слика
- Кампус Универзитета Калифорније у Лос Анђелесу
- The Los Angeles branch of the California State Normal School, 1881.
- Southern Branch of the University of California's Vermont Campus, 1922.]
- Postcard circa 1930 to 1945 of the new Westwood campus.